# Rynnica lapońska
Rynnica lapońska (Chrysomela lapponica) – gatunek chrząszcza z rodziny stonkowatych i podrodziny Chrysomelinae.
Chrząszcz o ciele długości od 5,5 do 8 mm, ubarwiony granatowo lub czarnozielono z metalicznym połyskiem. Wyjątkiem jest tu ubarwienie pokryw, które typowo jest żółtoczerwone z czarnym, metalicznie błyszczącym wzorem obejmującym wąski pas wzdłuż szwu, falistą przepaskę poprzeczną w połowie długości i parę łukowatych plam w ich częściach tylnych. Wzór ten może być jednak silniej rozlany zmniejszając obszary żółtoczerwone, a znana jest też forma barwna (opisana początkowo jako C. bulgharensis) o pokrywach w całości ubarwionych tak jak reszta wierzchu ciała. Średnio większy udział barwy ciemnej w deseniu obserwuje się w północnej części zasięgu, co stanowi adaptację do aktywności w niższych temperaturach –  ciemniejsze formy szybciej się rozgrzewają, a np. w temperaturze 5 °C są w stanie szybciej wędrować. W przeciwieństwie do rynnicy miedzistej środek przedplecza pozbawiony jest bruzdki środkowej. Przedplecze jest u nasady wyraźnie węższe od pokryw, a jego boczne brzegi są wałeczkowato zgrubiałe i od pozostałej jego wierzchniej strony odgraniczone bruzdą, biegnącą znacznie bliżej krawędzi niż jego środka. Brzegi boczne pokryw również są wałeczkowato pogrubione. Wgłębienia w wierzchołkowych kątach przyszwowych pokryw mogą być słabo zaznaczone, a nawet całkiem zanikłe. Boczne krawędzie pokryw są z tyłu nieorzęsione, a ich epipleury z tyłu silnie zwężone. Odnóża mają zewnętrzne krawędzie goleni na całej długości rynienkowato wgłębione. Samca charakteryzuje zakrzywione pod niemal prostym kątem prącie.
Owad ten zasiedla torfowiska oraz skraje wilgotnych lasów i łąk. Roślinami żywicielskimi larw i owadów dorosłych są wierzby, brzozy, topole i olchy. Żerują na liściach (foliofagi). Larwy mają na ciele 9 par gruczołów obronnych. Do wytwarzania wydzieliny obronnej wykorzystują substancje pozyskane z roślin pokarmowych, np. u larw żerujących na wierzbach są to glukozydy salicylowe, które wykorzystują do produkcji aldehydu salicylowego. W badaniach z 1994 w ich wydzielinie wykryto 69 składników, z których największy udział miały: kwas izomasłowy i kwas 2-metylomasłowy oraz ich estry. Badania z 2018 roku wskazują na obecność substancji toksycznych nie tylko w wydzielinie, ale również w tkankach ich ciała. W północnej Rosji do istotnych parazytoidów larw i poczwarek tej rynnicy należą muchówki Megaselia opacicornis i Cleonice nitidiuscula.
Gatunek północnopalearktyczny, ale ze względu na występowanie na Nizinie Środkowoeuropejskiej nie uznawany za borealno-górski. W Europie stwierdzony został we Francji, Holandii, Niemczech, Włoszech, Szwecji, Norwegii, Finlandii, Łotwie, Polsce, Czechach i Rosji. Na północ kontynentu sięga aż po skraje Fennoskandii i Nową Ziemię. Na wschód sięga przez Syberię i chińską Mandżurię po Sachalin i Japonię (Hokkaido). W Polsce jest rzadko spotykany, podawany jest z nielicznych lokalizacji, m.in. z Sudetów, Tatr, Jury Krakowsko-Częstochowskiej, Kielc, Mazowsza, Pomorza Gdańskiego, Suwalszczyzny i Podlasia.